# USA i olympiska vinterspelen 2006
USA:s OS-trupp vid Olympiska vinterspelen 2006

## Medaljer
|     | Guld | Silver | Brons | Total |
| --- | ---- | ------ | ----- | ----- |
| USA | 9    | 9      | 7     | 25    |

### Guld
- Skridsko
  - 5 000 m herrar: Chad Hedrick
  - 500 m herrar: Joey Cheek
- Snowboard
  - Halfpipe herrar: Shaun White
  - Halfpipe damer: Hannah Teter
  - Boardercross herrar: Seth Wescott
- Alpin skidåkning
  - Storslalom damer: Julia Mancuso
- Short track
  - 5 000 m herrar: Apolo Ohno

### Silver
- Snowboard
  - Halfpipe herrar: Danny Kass
  - Halfpipe damer: Gretchen Bleiler
- Konståkning
  - Damer: Sasha Cohen
- Skridsko
  - 10 000 m herrar: Chad Hedrick
- Bob
  - Två-mans damer: Shauna Rohbock & Valerie Fleming

### Brons
- Freestyle
  - Puckelpist herrar: Toby Dawson
- Snowboard
  - Parallellstorslalom damer: Rosey Fletcher
- Curling
  - Herrar: Pete Fenson, Shawn Rojeski, Joseph Polo, John Shuster, Scott Baird -**Short track
  - 5 000 m stafett : Alex Izykowski, J.P. Kepka, Apolo Ohno & Rusty Smith